# トリノホシ 〜Aerial Planet〜
『トリノホシ 〜Aerial Planet〜』は、2008年2月28日に日本一ソフトウェアから発売されたPlayStation 2用ゲーム。

## 概要
正式名称は「SFスカイアドベンチャー」。キャラクターデザインは山口悠一。2008年2月14日発売予定だったが、諸般の事情により2008年2月28日に延期となった。イメージソングを初音ミクが歌うということで話題となった。
ダーウィンのフィンチを下敷きに、海洋惑星に点在する島で鳥たちが遂げてきた進化を丹念に考証しており、種ごとに詳細な生態が設定されている。惑星で遭難した主人公は鳥との交流を通じながら、自力で調査基地を目指してグライダーの旅をすることになる。
公式サイトと店頭配布チラシにて、ほんだありまによる本作の紹介漫画が掲載された。
また、隠しキャラクターとして『魔界戦記ディスガイア』などに登場するキャラクター、プリニーも登場する。
制作会社の株式会社エヌケーシステムは、2008年12月25日に倒産した。

## ストーリー
人類が光速を超える方法を見つけた時代。地球から三千光年離れた惑星「コニウス・ブルー」に、調査チームの生物学者ラマンスキー博士の乗った宇宙船が墜落してしまう。墜落していく宇宙船から、博士の息子ヒューゴーだけが救命ポッドで脱出に成功するが、ポッドが着陸したのは調査基地から数千キロも離れた、惑星の反対側だった。通信機器も使えず救助の当てもない中、ヒューゴーは基地に戻るため、コニウス・ブルーの原住生物である渡り鳥たちの習性を利用しながら島々を渡り歩き、自力での帰還を目指す。

## システム
フライトシミュレーションゲーム的な操作を伴う移動パートと、食料の調達や睡眠時間の確保といった主人公の体調管理を行うパートを交互に繰り返しつつ、ストーリーに従って島単位で構成されるステージをクリアしていくことでゲームが進行する。ストーリーの進行に従って食糧難、多様な悪天候、突破困難な地形、危険な原住生物に対する対応など、様々な事件やクエストが発生し、その対処がプレイヤーに求められる。プレイヤーの判断や選択した旅程によってはストーリーが分岐する場合もある。
墜落や原住生物の攻撃などによる負傷、空腹や疲労、食中毒などによるダメージが累積し、HPが0になると主人公が死亡しゲームオーバーとなる。これらのリスクを回避するのに必要となるのが鳥たちの習性である。イベント中の会話や過去の調査記録などのヒントを頼りに、生息地、食性、共生・敵対関係、あらゆる特性を利用して障害を突破しなければならない。

### グライダーでの移動
惑星「コニウス・ブルー」は、地表のほとんどが海で覆われており、数少ない陸地にも未開の森が広がっている。このため徒歩で移動することは不可能であり、グライダーを使って移動する。主人公は遠く離れた島の正確な位置を知るための装置も、肉食鳥のような攻撃的な原住生物に立ち向かうための武器も持ち合わせていないため、鳥の鳴き声を録音し、それを発することで、鳥達に仲間だと認識してもらい、鳥と共に旅をしていく。
グライダーには非力ながらも動力が積まれており（モーターグライダー）、ある程度の上昇や弱い加速、また非常時には急旋回や急下降といった動作も可能である。しかし、あくまでグライダーであるため風の影響を強く受けやすく、また高空への上昇には上昇気流の助けが不可欠となる。

### 食料
数千キロも離れた調査基地に行くためには、食料が必要となってくるが、食料は時間の経過によって腐敗してしまう上、中には毒をもつものもある。鳥達が食べているところを観察して、何が食べられるのか調べることが重要となる。

### ラベリング
コニウス・ブルーに存在する鳥や食料に名前はついていない。毒がある食料も、名前や効果が説明されるわけではないため、自分で名前を付けていく必要がある。

## 登場人物
ヒューゴー・ラマンスキー
主人公。愛称ヒュー。地球生まれの少年。仕事ばかりで家庭を顧みない父親に不満を持っていた。未開の惑星で遭難者となり、苛酷な環境の中で精神的にも肉体的にも成長していく。
エミリー・フェルドマン
くじら座タウ星系生まれ。研究チームのリーダー、フェルドマン教授の孫娘であり、勝ち気な性格の少女。極地探査任務用の高性能なグライダーを乗りこなし、コニウス・ブルーの地理や既知の原住生物に関する知識も豊富だが、電子機器に頼らないサバイバル生活には不慣れな様子を見せる。遭難したラマンスキー親子の捜索を行う。
カール
ヒューゴーが身につけているリストバンド型情報端末に搭載されているサポート用AI。旧型ながらも感情エミュレーターが組み込まれており、ヒューゴーのよき友人として様々な助言を与える。ヒューゴーと「必ず二人で基地までたどり着く」ことを約束するが、その結末はプレイヤーの選択によって異なる。
デヴィッド・ラマンスキー
ヒューゴーの父親。コニウス・ブルーの原住生物の生態を調査していた異星生物学博士。研究に情熱を傾ける一方、ヒューゴーとのぎこちない親子仲にも悩んでいた。物語冒頭の事故で宇宙船のブリッジに取り残され、ヒューゴーを脱出させた後に生死不明となるが、彼が遺したグライダーと、コニウス・ブルーの鳥たちに関する研究記録が、ヒューゴーの旅を助けることになる。

## 世界設定
コニウス星系
地球から見て約3200光年離れたはくちょう座α星（デネブ・シグニ）の背後に隠れる位置にあることから、ゲーム開始時点の数年前まで発見されていなかった小さな恒星系。デネブからは約20光年の位置にある。
コニウス・ブルー（コニウスII）
ゲームの舞台となる、コニウス星系の第2惑星。地球とよく似た環境を持ち、地球の動植物と似た原住生物が住んでいる反面、地表の98パーセントが海で覆われており陸地面積はわずか。これが主な理由となって、大規模な入植は行われていない（この惑星に住んでいる人間は、遭難したラマンスキー親子を除くと、調査基地に滞在している5人の研究員のみである）。大きな衛星を持たないため潮汐力が働かず、地軸の傾きがほとんどないため公転による季節の変化がない。自転周期が約20時間と速いためコリオリの力が大きく、強い低気圧が発生しやすい。
鳥
地球の鳥類とよく似た、コニウス・ブルーの原住生物。翼によって飛翔し、鳴き声によって仲間を識別し群れを作る。その生態は様々で、数少ない陸地を求めて長距離の渡りをする種類や、他の種類の鳥と協調、あるいは捕食する種類など多様である。なお、コニウス・ブルーの鳥が好んで食べる動植物は、地球人の食料としても適していることが分かっている。
テラ連邦
太陽系を中心とした恒星間国家。星系を結ぶワームホール・ゲートを利用して300光年に及ぶ宙域に版図を広げる一方、ゲートによるスケジュール外の航路を開くためには何百兆クレジットもの予算がかかるため、コニウス・ブルーのような辺境の惑星で民間人の遭難者が発生しても、迅速な救援を送ることはほぼ不可能である。
くじら座タウ星系（タウ・セチ）
宇宙開拓時代初期の植民地の一つ。テラフォーミングが難航し宇宙コロニーでの苦しい生活を強いられた歴史を持つことから、若年のうちから成人することや、インプラントを用いた身体機能の強化がごく一般的に行われている。エミリーを始め、コニウス・ブルー調査隊員の多くはこの星系の出身者である。
竜
ヒューゴーの父がその存在を追っていた、コニウス・ブルーに生息する未知の巨大生物で、遠目には西洋の伝説に登場するドラゴンのようにも見える外観を持つ。ヒューゴーの帰還を妨げる大きな障害として物語に関わる。

## イメージソング
4曲ともボーカル音源にクリプトン・フューチャー・メディアが販売している音声合成ソフト「初音ミク」が使用されており、作曲はベイシスケイプが手がけている。また、「あおのほし」の作詞には株式会社ガストでアルトネリコシリーズの監督やアトリエシリーズの楽曲を手がける土屋暁がゲストとして参加している。
「あおのほし」を除く3曲は公式サイト上でも公開され、特典CDには4曲とも収録されている。なお、ゲーム本編ではこれらのイメージソングは使われていない。
1. 僕らが忘れていたもの
作曲：阿部公弘 作詞：新川宗平
2. 想い、空へ
作曲：工藤吉三 作詞：井上恵一
3. ホシノコエ
作曲：上倉紀行 作詞：小酒井省吾
4. あおのほし
作曲：金田充弘 作詞：土屋暁（株式会社ガスト）